# Putumayo (departement)
Putumayo är ett av Colombias departement. Det ligger i sydvästra Colombia i amazonasområdet. Putumayo gränsar till departementen Nariño, Cauca, Caquetá och Amazonas samt länderna Peru och Ecuador. Administrativ huvudort är Mocoa, som tillsammans med Puerto Asís är de största städerna i departementet.

## Administrativ indelning
Departementet är indelat i tretton kommuner:
1. Colón
2. Leguízamo
3. Mocoa
4. Orito
5. Puerto Asís
6. Puerto Caicedo
7. Puerto Guzmán
8. San Francisco
9. San Miguel
10. Santiago
11. Sibundoy
12. Valle del Guamuez
13. Villagarzón